# FA Trophy
Giải bóng đá FA Trophy (The Football Association Challenge Trophy) là giải bóng đá nam bán chuyên nghiệp được tổ chức tại Anh hằng năm,được đấu theo thể thức loại trực tiếp.
Giải đấu được thành lập từ năm 1969 đến nay. Giải đấu dành cho các đội bóng từ bậc 5 đến 8 trong hệ thống các giải bóng đá Anh nhưng từ năm 2008 trở đi,giải được mở rộng cho các đội thi đấu ở giải National Leugue System.
Trận chung kết ở giải được tổ chức ở sân vận động Wembley cũ trước khi được tổ chức tại sân vận đọng Wembley mới vào năm 2007.
Đương kim vô địch là Brackley Town FC sau khi đánh bại  Bromley trong trận chung kết năm 2018
Kỷ lục vô địch nhiều nhất trong giải thuộc về 3 câu lạc bộ: Working FC, Scarborough và Telford United với 3 lần vô địch.